# Пономарёво (Оренбургская область)
Пономарёво — посёлок в Первомайском районе Оренбургской области в составе Володарского сельсовета.

## География
Располагается на расстоянии менее 1 километра на юго-запад от районного центра посёлка Первомайский.

## История
Упоминается с 1834 года. Назван посёлок по фамилии основателя. Местная артель, образованная в 1929 году, первоначально называлась «Труд № 2». После войны колхоз стал называться «Первое мая», в начале 1960-х годов вошёл в состав совхоза имени Володарского в качестве его четвёртого отделения.

## Население
Постоянное население составляло 506 человек в 2002 году (русские 45 %, казахи 43 %), 497 в 2010 году.